# Алфёровский университет
Алфёровский университет (СПбАУ) — образовательная организация высшего образования в Санкт-Петербурге, единственный в России университет, основанный нобелевским лауреатом.
Полное наименование — Федеральное государственное бюджетное учреждение высшего образования и науки «Санкт-Петербургский национальный исследовательский Академический университет имени Ж. И. Алфёрова Российской академии наук», сокращённые варианты наименования — СПбАУ РАН им. Ж. И. Алферова, Академический университет им. Ж. И. Алферова.

## История
Фактическим предшественником университета был Научно-образовательный центр Физико-технического института имени А. Ф. Иоффе РАН (СПбФТНОЦ РАН), который был основан в 1997 году с целью подготовки научных кадров высшей квалификации с использованием лучших достижений российской и зарубежной систем высшего и послевузовского образования.
Официально создан 8 октября 2002 года по инициативе нобелевского лауреата по физике академика Ж. И. Алфёрова в соответствии с постановлением президиума РАН № 290 как Академический физико-технологический университет РАН (АФТУ РАН). В соответствии с постановлением Президиума РАН от 10 декабря 2002 г. № 363 был создан научно-образовательный комплекс «Санкт-Петербургский физико-технический научно-образовательный центр РАН» (НОК «СПб ФТНОЦ РАН») в состав которого вошли: Академический физико-технологический университет РАН (АФТУ РАН); Физико-технический институт им. А. Ф. Иоффе РАН; научно-технологический центр микроэлектроники при Физико-техническом институте им. А. Ф. Иоффе РАН; лицей «Физико-техническая школа» при Физико-техническом институте им. А. Ф. Иоффе РАН.
Распоряжением Правительства Российской Федерации от 14 марта 2006 г. № 343-р университету присвоен статус федерального государственного учреждения высшего профессионального образования.
В дальнейшем неоднократно менялся организационные формы и название университета. В 2010 году он получил статус национального исследовательского университета. В 2015 году университет стал именоваться «Федеральное государственное бюджетное учреждение высшего образования и науки „Санкт-Петербургский национальный исследовательский Академический университет Российской академии наук“ (СПб АУ РАН)», а с 2018 года был передан в ведение Минобрнауки России с сохранением наименования.
Во исполнение Указа Президента Российской Федерации в сентябре 2019 года приказом Минобрнауки России университету присвоено имя основателя и первого ректора ― Жореса Алфёрова.

## Известные люди
Основателем СПбАУ РАН был академик Жорес Иванович Алфёров, возглавлявший университет вплоть до своей кончины 1 марта 2019 года.

### Ректоры
1. Алфёров, Жорес Иванович (2002—2019)
2. Карасёв Платон Александрович (2019—2020), исполняющий обязанности
3. Филимонов Алексей Владимирович (2020—2023), исполняющий обязанности
4. Наумов Александр Рудольфович (2023—по наст. вр.)

### Некоторые преподаватели
- Всемирнов, Максим Александрович
- Глазов, Михаил Михайлович
- Иванов, Сергей Викторович
- Иванчик, Александр Владимирович
- Тарасенко, Сергей Анатольевич

## Образовательные программы
В университете осуществляется подготовка по одному направлению бакалавриата (03.03.01 Прикладные математика и физика), трём направлениям магистратуры (03.04.01 Прикладные математика и физика, 03.04.02 Физика и шести направлениям подготовки кадров в аспирантуре (1.2.3. Теоретическая информатика, кибернетика, 1.3.1. Физика космоса, астрономия, 1.3.2. Приборы и методы экспериментальной физики, 1.3.8. Физика конденсированного состояния, 1.3.11. Физика полупроводников, 1.5.6. Биотехнология).
Университет готовит магистров по следующим программам:
- Алгоритмическая биоинформатика.
- Теоретическая информатика.
- Разработка программного обеспечения.
- Физика структур пониженной размерности.
- Нанобиотехнологии[8].

## Научные исследования
Коллективом университета проводятся фундаментальные и прикладные научные исследования, научно-технические и опытно-конструкторские работы в различных областях общей и прикладной физики, астрофизики, ядерной физики, квантовой и твёрдотельной электроники, радиофизики, материаловедения, биофизики, биохимии, физиологии, экспериментальной медицины и теоретической информатики.
В 2010 году по итогам конкурса Министерства образования и науки РФ, был получен мегагрант на разработку под руководством профессора П. Певзнера методов секвенирования и сборки геномов.
C 28 августа 2019 года университет наделён правом присуждения учёных степеней самостоятельно, без последующего взаимодействия с ВАК.

## Структура и материально-техническая база

### Кафедры
В Академическом университете были сначала организованы четыре кафедры, осуществляющие обучение по двухлетней программе подготовки магистров: физики и технологии наноструктур, нейтронной физики, астрофизики, математических и информационных технологий. С 2008 года добавились кафедры философии и иностранных языков, с 2009 года — кафедра теоретической физики, с 2010 года — физики конденсированного состояния (неформально, физики твёрдого тела).

### Академический лицей «Физико-техническая школа им. Ж. И. Алферова»
Структурным подразделением университета является Академический лицей «Физико-техническая школа».

### Студенческий городок
Гостиница Академического университета расположена по адресу: г. Санкт-Петербург, пр. Тореза, д. 37, корп. 2, лит. А.

## Позиции университета в рейтингах
Традиционно университет признается лучшим по качеству приёма абитуриентов в Санкт-Петербурге, в 2021, 2023 и в 2024 гг. университет занял 1 место в рейтинге RAEX образовательных организаций высшего образования по Северо-Западному федеральному округу, а в предметном рейтинге по направлению «Физика» — 15 место по Российской Федерации и 4-е по Санкт-Петербургу (2023 г.).
Университет имеет следующие групповые позиции в национальных рейтингах образовательных организаций высшего образования по данным https://best-edu.ru/: «Оценка качества обучения»: A; по индексу Хирша: B; «Национальный рейтинг университетов — Интерфакс»: А; «Первая миссия»: C; мониторинг эффективности: А". Индекс Хирша по совокупности публикаций в eLIBRARY.RU равен 55.